# Bassmasters 2000
Bassmasters 2000 (por vezes estilizado como BASSMASTERS 2000) é um jogo eletrônico de simulação de pesca desenvolvido pela Mass Media e publicado pela THQ para Nintendo 64. Ele foi lançado exclusivamente na América do Norte em 16 de dezembro de 1999.
A jogabilidade geral do jogo tenta emular as diversas mecânicas reais de pesca, enquanto alguns modos enfatizam uma jogabilidade de arcade. A recepção crítica do jogo foi mista; alguns críticos elogiaram as mecânicas de pesca realistas e a diversão proporcionada, enquanto outros criticaram aspectos como os gráficos e a jogabilidade.

## Jogabilidade
Em Bassmasters 2000, o jogador pode escolher entre quatro modos de jogo principais: exibição, torneio, pesca rápida e lançamento. Todos os modos, exceto torneio, suportam multijogador entre até dois jogadores. No modo torneio, os jogadores embarcam no campeonato BASS Masters Tournament Trail, com o objetivo de se classificar para o campeonato BASS Masters Classic.
Os modos de jogo de pesca rápida e de lançamento introduzem mais elementos do tipo arcade, desafiando os jogadores a capturar o maior número de peixes dentro de um limite de tempo e a testar sua precisão de lançamento mirando em alvos flutuantes. O jogo incorpora elementos realistas, como mudanças nas condições climáticas, níveis de dificuldade ajustáveis e várias opções de equipamento, incluindo equipamentos de pesca autênticos dos principais fabricantes do setor. Os controles foram projetados para imitar a pesca na vida real, com botões diferentes atribuídos a ações como enrolar, ajustar o arrasto e cortar a linha.
O jogo apresenta um modo de criação de um pescador, permitindo que os jogadores personalizem a aparência de seu pescador e salvem seu progresso, incluindo estatísticas e equipamentos de torneios.

## Recepção
Basmasters 2000 foi recebido de forma mista pela crítica, com alguns elogiando as mecânicas de pesca realistas, enquanto outros criticaram os gráficos e a jogabilidade em geral. Scott McCall, da AllGame, observou que "[Bassmasters 2000] é fácil de jogar, divertido e autêntico", tornando-o mais agradável do que o RPG Quest 64, também publicado na América do Norte pela THQ. A Game Informer destacou o desafio do jogo, afirmando que "mesmo nas configurações mais fáceis, encontrar o peixe é um desafio," recomendando que os leitores fãs de pesca alugassem-no.
Por outro lado, Matt Casamassina, da IGN, fez uma crítica mais severa aos gráficos, mecânicas, jogabilidade, performance e modo multijogador do jogo, recomendando o anterior In-Fisherman Bass Hunter 64 em seu lugar. A GamePro descreveu a jogabilidade como "simplista e entediante", mencionando que Bassmasters 2000 pode agradar aos amantes incondicionais de pesca, mas não ao jogador comum. A GameSpot elogiou os controles, enfatizando que eles "realmente fazem você se sentir como se tivesse uma vara de pescar nas mãos", o que contribuiu para o fator diversão, apesar de algumas limitações.